# Verwildering

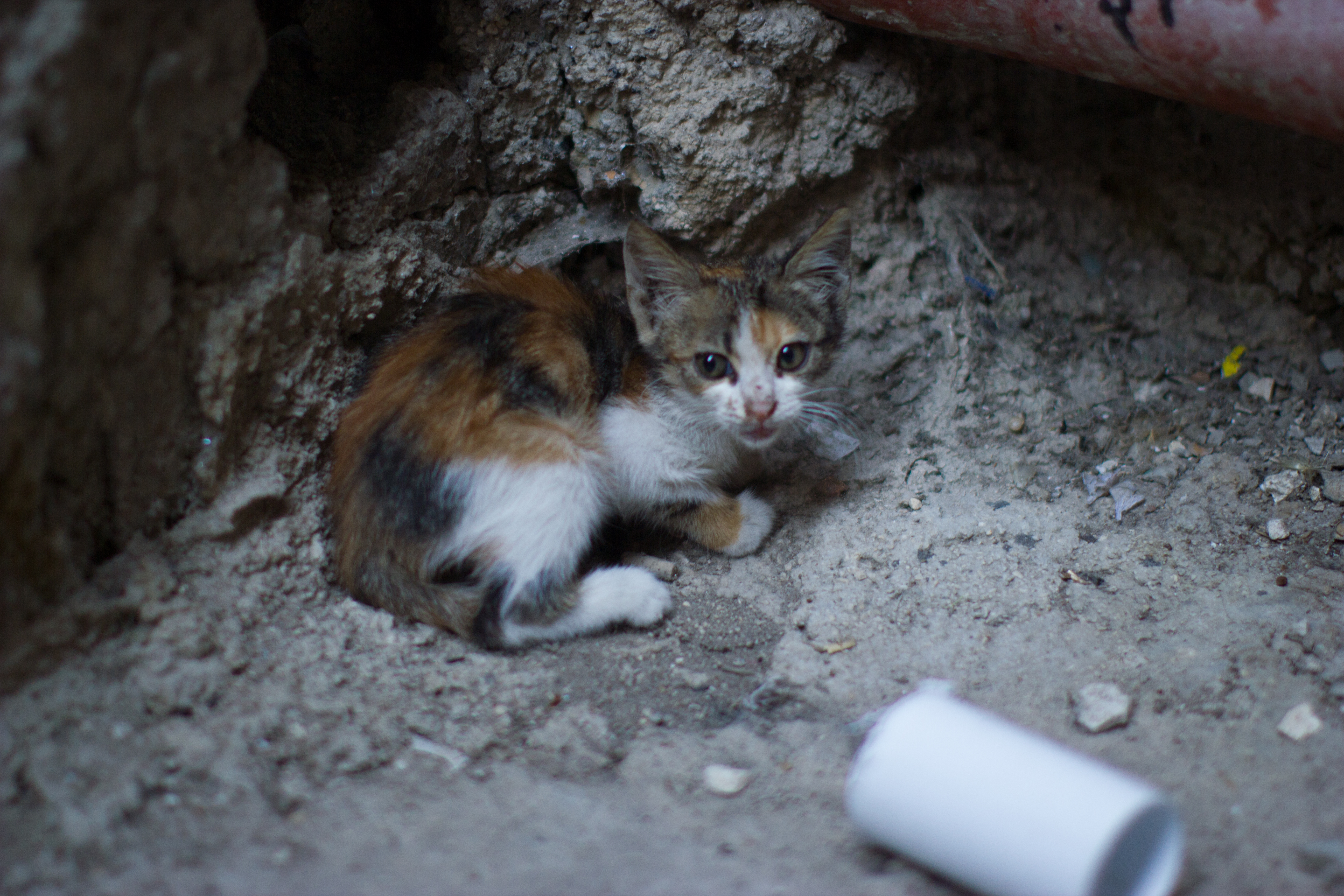
Zwerfkat in Nablus

Verwildering, dedomesticatie of terugfokken is het zich in het wild vestigen van een gedomesticeerde plant of gedomesticeerd dier. Bij terugfokken is dit een bewust menselijke streven.
Exotische planten of dieren zijn verwilderd als deze zich in een bepaald gebied hebben gevestigd en zijn ingeburgerd. Ook uit gevangenschap ontsnapte, gedomesticeerde dieren kunnen verwilderde populaties vormen.

## Inleiding
Wilde dieren zijn zodanig aangepast dat ze zich onder natuurlijke omstandigheden kunnen handhaven, dus nakomelingen voortbrengen die ook weer goed zijn aangepast. Bij domesticatie spelen vooral eigenschappen die voor de mens aantrekkelijk zijn, zoals een meegaand karakter, fraaie kleuren of een snelle en hoge opbrengst aan smakelijk vlees of melk. Door kunstmatige selectie en een vermindering van de druk van natuurlijke selectie veranderen de erfelijke eigenschappen van het dier. Deze eigenschappen zouden onder natuurlijke omstandigheden een groot nadeel betekenen, maar zolang de dieren door de mens gehouden worden is dat geen probleem.
Het omgekeerde proces, verwildering of dedomesticatie, is als de gedomesticeerde dieren weer worden blootgesteld aan natuurlijke selectieomstandigheden. De eigenschappen van de wilde voorouder zijn vaak nog als allelen in de populatie aanwezig, zoals bijvoorbeeld camouflagekleuren, het vermogen om zuinig met energie om te gaan en langzamer te groeien, agressief verdedigings- of jachtgedrag. Onder natuurlijke omstandigheden zal de selectie de dieren bij wie deze wilde eigenschappen opnieuw tot expressie komen bevoordelen en zullen de dieren die nog de eigenschappen hebben van het gedomesticeerde dier geleidelijk worden weggeselecteerd. Dit wil echter niet zeggen dat de dieren automatisch weer gaan lijken op de wilde voorouder. Verwilderde honden zoals de dingo lijken weinig op de wolf, hun voorouder uit het verre verleden. De vachtkleur zal ook niet altijd dezelfde worden als die van de wilde voorouder. De Amerikaanse verwilderde paarden (Mustangs) vertonen nog steeds een grote variatie in kleur.

## Voorbeelden
Hoofdzakelijk bij zoogdieren zijn er veel voorbeelden van het effect van verwildering. Dat effect kan zowel optreden bij dieren die per ongeluk zijn ontsnapt of bij dieren die bewust worden teruggefokt.

### Katten

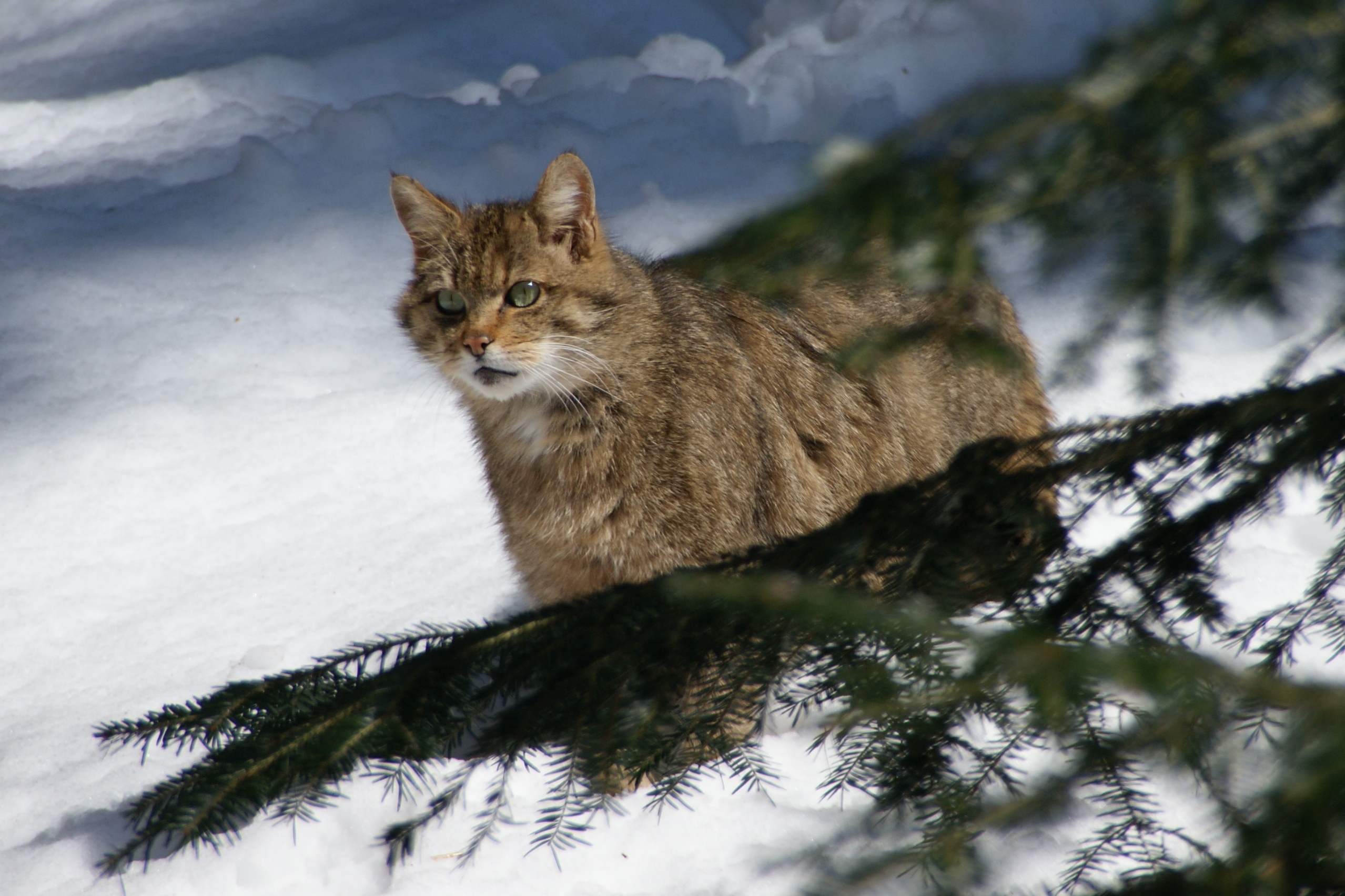
Europese wilde kat in Beierse Woud

Huiskatten verwilderen gemakkelijk. Vaak leven ze als zwerfkat in de omgeving van menselijke bewoning waar ze bijgevoerd worden. Ze kunnen zich ook vestigen in de vrije natuur. In sommige natuurgebieden vormen zij een bedreiging voor het voortbestaan van ondersoorten van de wilde kat door hybridisatie (bastaardering). Deze bastaardering lijkt in Europa voornamelijk voor te komen in gebieden waar de populaties versnipperd zijn geraakt.

### Konijnen
Het wilde konijn (Oryctolagus cuniculus) kwam oorspronkelijk alleen voor op het Iberisch schiereiland, maar werd in de loop van de Oudheid en de Middeleeuwen in verschillende streken van Europa geïntroduceerd. Tamme konijnen werden verder uitgezet in Australië, Nieuw-Zeeland, Zuid-Afrika en Noord- en Zuid-Amerika. De populaties daar ontwikkelden een fenotype dat zeer veel lijkt op de wilde voorouder (wildtype).

### Paarden

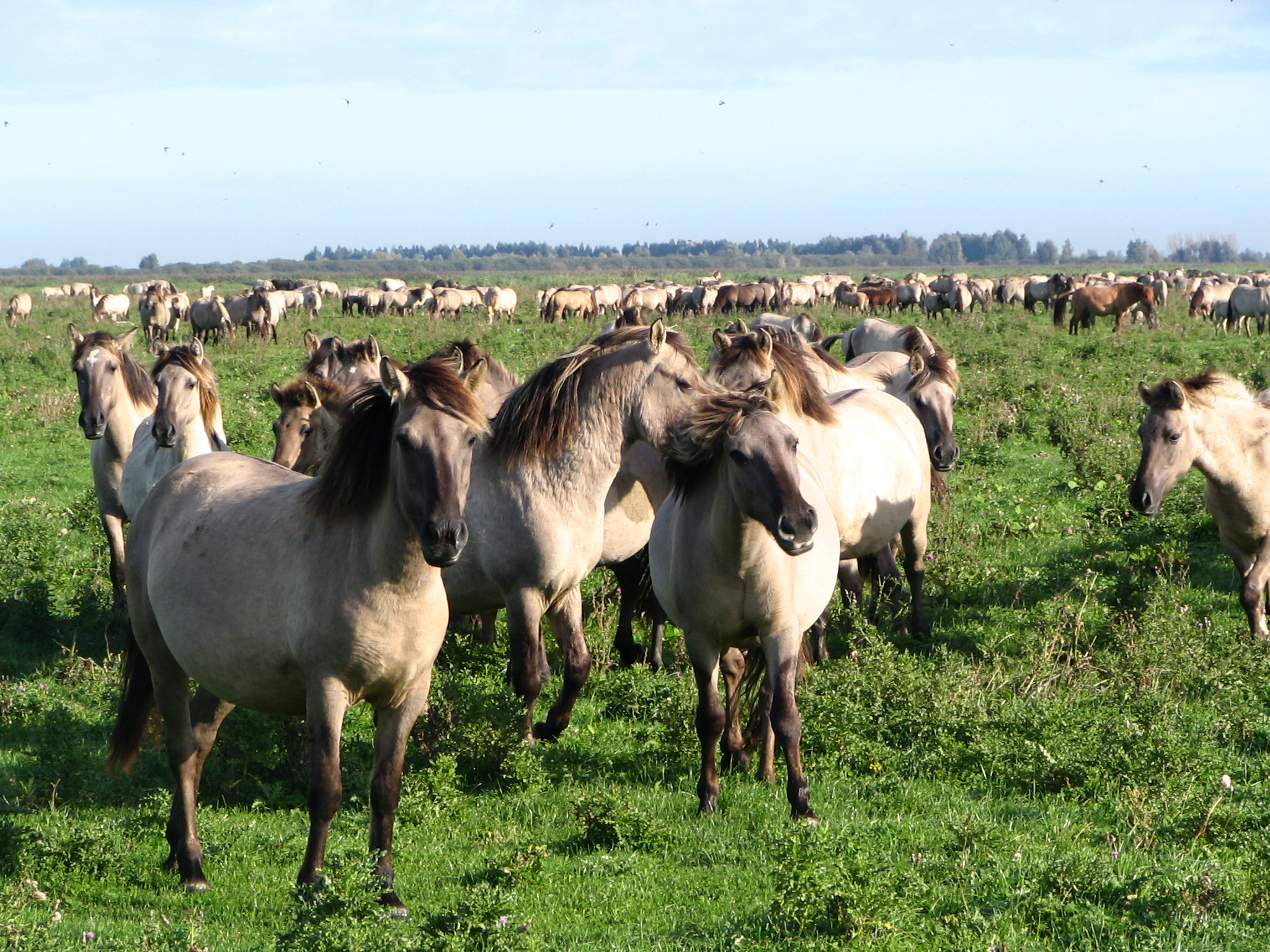
Koniks in de Oostvaardersplassen

Sinds de 16e eeuw zijn er verwilderde paarden in Noord-Amerika die zijn ontstaan uit door de kolonisten meegenomen tamme paarden. Mustangs zijn vrij kleine, taaie en compacte paarden met een schofthoogte van 140 tot 150 cm. Ze zijn zeer sterk, ze zijn koppig en hebben een onafhankelijk karakter. Qua vachtkleur zijn ze zeer variabel. In dit opzicht verschillen ze niet van veel gedomesticeerde paarden. In Europa zijn meer verwilderde paarden die in natuurgebieden vrij rondlopen. Voorbeelden zijn de Pottoks in het Baskenland, de Retuerta in het Spaanse Nationaal park Doñana, Giara paarden op Sardinië en de koniks in de Oostvaardersplassen en diverse andere Nederlandse natuurgebieden zoals de Blauwe Kamer. In tegenstelling tot andere grazende dieren verwilderen paarden feitelijk niet zo sterk. Ze blijven vaak even hanteerbaar als tamme paarden. Dat geldt niet voor echt wilde paarden zoals het Przewalskipaard.
Een apart geval vormen de Exmoorpony's in Nationaal park Exmoor. Uit in 2013 gepubliceerd onderzoek blijkt dat dit geen verwilderde dieren van een gedomesticeerd ras zijn, maar een oorspronkelijk, dus echt wild ras. Overigens zijn deze paarden weer wel hanteerbaar als tamme paarden.

### Runderen

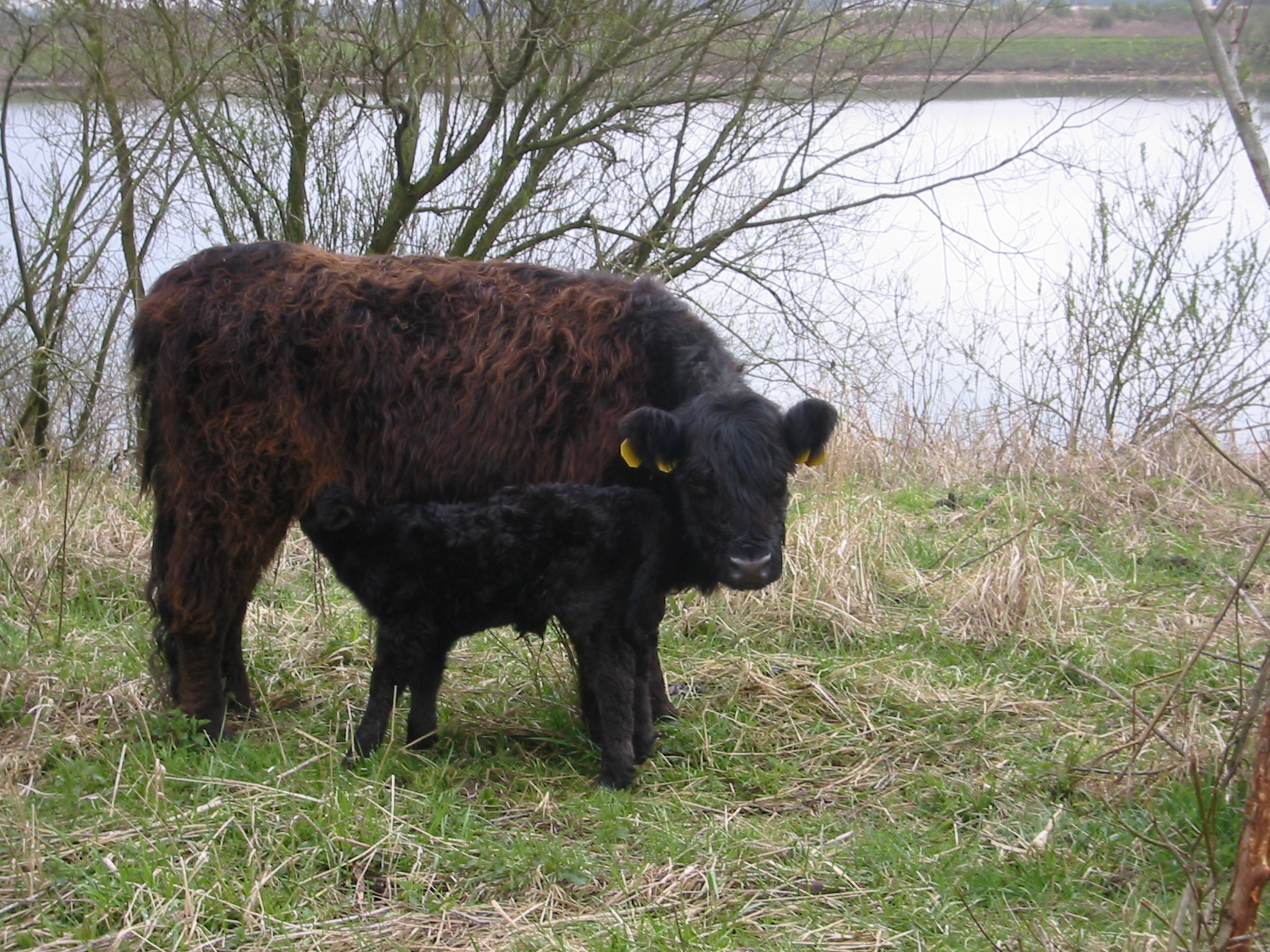
Gallowayrunderen

Runderen van het Britse ras Chillingham leven al eeuwen zonder veel menselijke bemoeienis in een park rond Chillingham Castle in Northumberland (UK). Daarnaast is er nog een groot aantal runderrassen die ingezet worden om natuurgebieden te begrazen, zoals het Monstrenca-vee in het Spaanse Nationaal park Doñana, het Betizu- en Divjaka-vee elders in Spanje en het wilde Camargue-vee in het gelijknamige natuurgebied de Camargue in Zuid-Frankrijk. Verder zijn er verwilderde veerassen op eilanden rond Nieuw-Zeeland, de Falklandeilanden en de Seychellen. In Portugal bestaan in bergachtige gebieden wilde runderkuddes van het ras Maronesa. In de Verenigde Staten is in het natuurgebied Wichita Mountains Wildlife Refuge (Oklahoma) een populatie van het ras Texas longhorns. In Nederland lopen sinds de jaren 1980 Heckrunderen vrij rond in de Oostvaardersplassen zonder bijvoeding in de winter of aantalsregulatie. De dieren worden alleen geschoten als ze ernstig zijn verzwakt om onnodig lijden te voorkomen. Verder worden Nederlandse natuurgebieden begraasd door Gallowayrunderen en Schotse hooglanders. Ze lopen dan vrij rond, zonder noemenswaardige zorg van de natuurbeheerder.
Veel van deze gehouden runderen vertonen een zekere variatie in vachtkleur. Een camouflagekleur is niet noodzakelijk, doordat ze niet door grote roofdieren worden bejaagd. Runderen verwilderen veel sneller dan paarden. Al na enige weken vrij rondlopen vertonen ze natuurlijk gedrag.

### Honden
De dingo is een verwilderde hond uit Australië die vermoedelijk afstamt van de Indische steppewolf (Canis lupus pallipes) die tussen de 6000 en 10.000 BP werd gedomesticeerd. Waarschijnlijk zijn ze door mensen zo'n 5000 jaar geleden als huisdier meegenomen. Ze zijn echter weer verwilderd en hebben als invasieve soort een leefwijze ontwikkeld die sterk lijkt op die van wolven. Dingo's namen duizenden jaren de rol van toppredator over van de uitgestorven buidelwolf (Thylacinus cynocephalus). Mogelijk waren ze ook de oorzaak van dit uitsterven.
Dingo's zijn een stuk kleiner dan wolven en hebben het gewicht van een middelgrote hond (10 tot 20 kilo). Het ras wordt bedreigd door vermenging met andere huishondrassen.

### Varkens
In Noord-Amerika is in de 16e eeuw het tamme varken ingevoerd. Dieren die wisten te ontsnappen vormden verwilderde populaties die door natuurlijke selectie sterk gingen lijken op het in Europa voorkomende wilde zwijn. In Amerika worden deze dieren Razorback genoemd. Deze razorbacks hebben zich ook vermengd met wilde zwijnen die voor de jacht werden geïmporteerd.

### Schapen

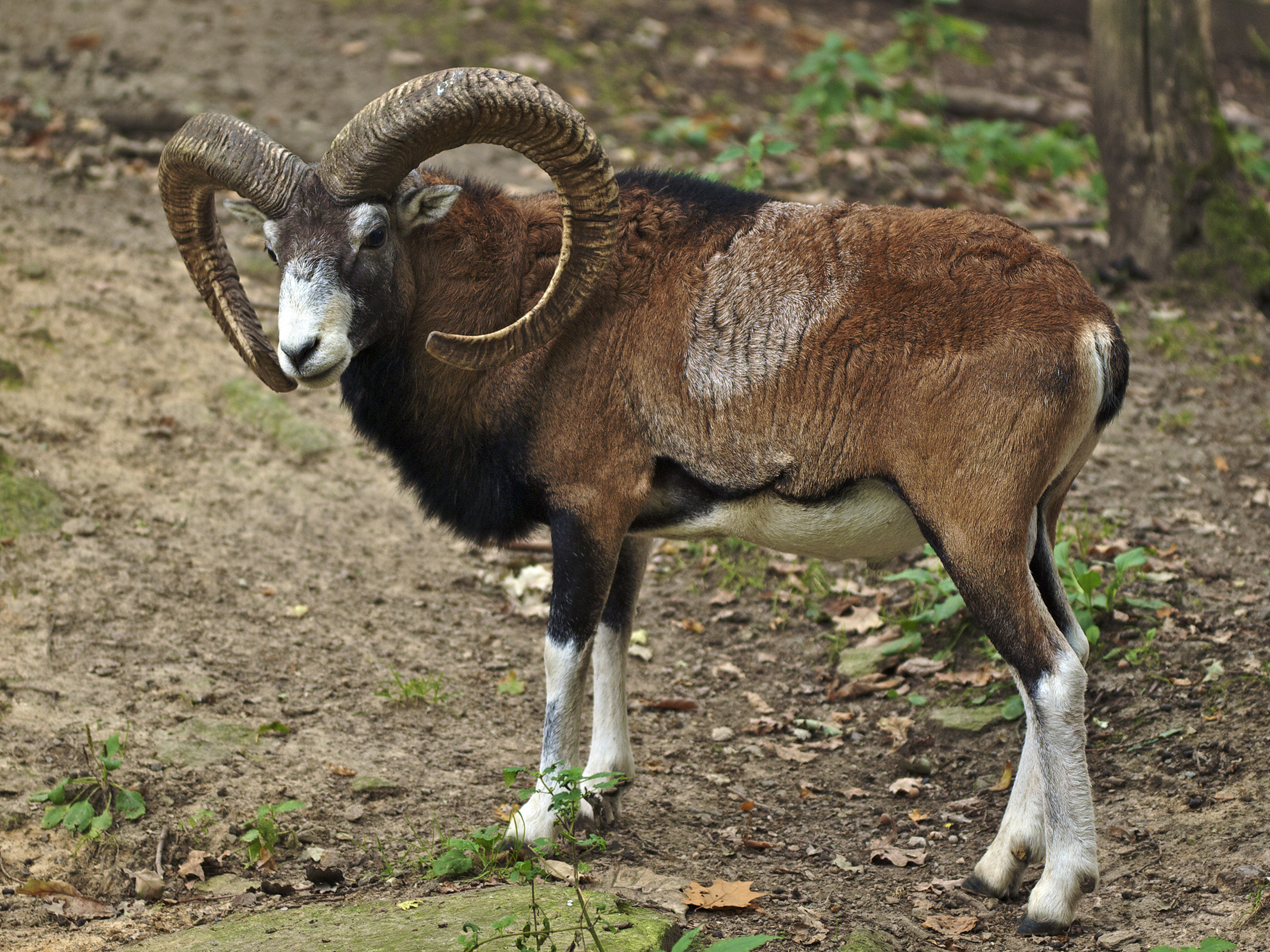
Moeflon ram

De Europese moeflon is waarschijnlijk een afstammeling van een gedomesticeerd ras wat blijkt uit het kleine volume van de hersenen en het hoge aantal vrouwelijke dieren zonder hoorns. Mogelijk zijn deze moeflons 7000 jaar geleden (in het Neolithicum) met de eerste landbouwende groepen mensen meegekomen naar Corsica en Sardinië en daar vervolgens verwilderd.
Op de eilandengroep Saint Kilda komen schapen voor van het ras Soay. In de jaren 1930 werden de dieren aan hun lot overgelaten en ze leven daar sindsdien onder natuurlijke omstandigheden. Een kudde op het grootste eiland Hirta is sinds de jaren 1950 onderwerp van uitgebreid onderzoek naar het effect van natuurlijke selectie.

### Duiven
Tamme duiven zijn gedomesticeerde rotsduiven (Columba livia). De verwilderde stadsduif lijkt vaak weer op deze rotsduif, maar stadsduiven blijven zeer variabel in kleur. Het zijn uitgesproken cultuurvolgers die over de hele wereld voorkomen in steden.

### Andere vogelsoorten
Diverse soorten papegaaien vormen over de hele wereld verwilderde populaties die ook als cultuurvolgers vooral in steden en buitenwijken leven, soms in grote kolonies. Vooral bekend zijn de monniksparkiet (Myiopsitta monachus) en de halsbandparkiet (Psittacula krameri). Verder is de papegaaiensoort Ecuadoraratinga (Psittacara erythrogenys of Aratinga erythrogenys) in 2003 door de documentaire The Wild Parrots of Telegraph Hill bekend geworden. Deze film werd bekroond met de Genesis Awards. Deze soort komt uit Ecuador en Peru en is daar door verlies van leefgebieden een gevoelige soort, maar komt verwilderd voor in Californië en verder in Puerto Rico en op de Nederlandse Antillen.

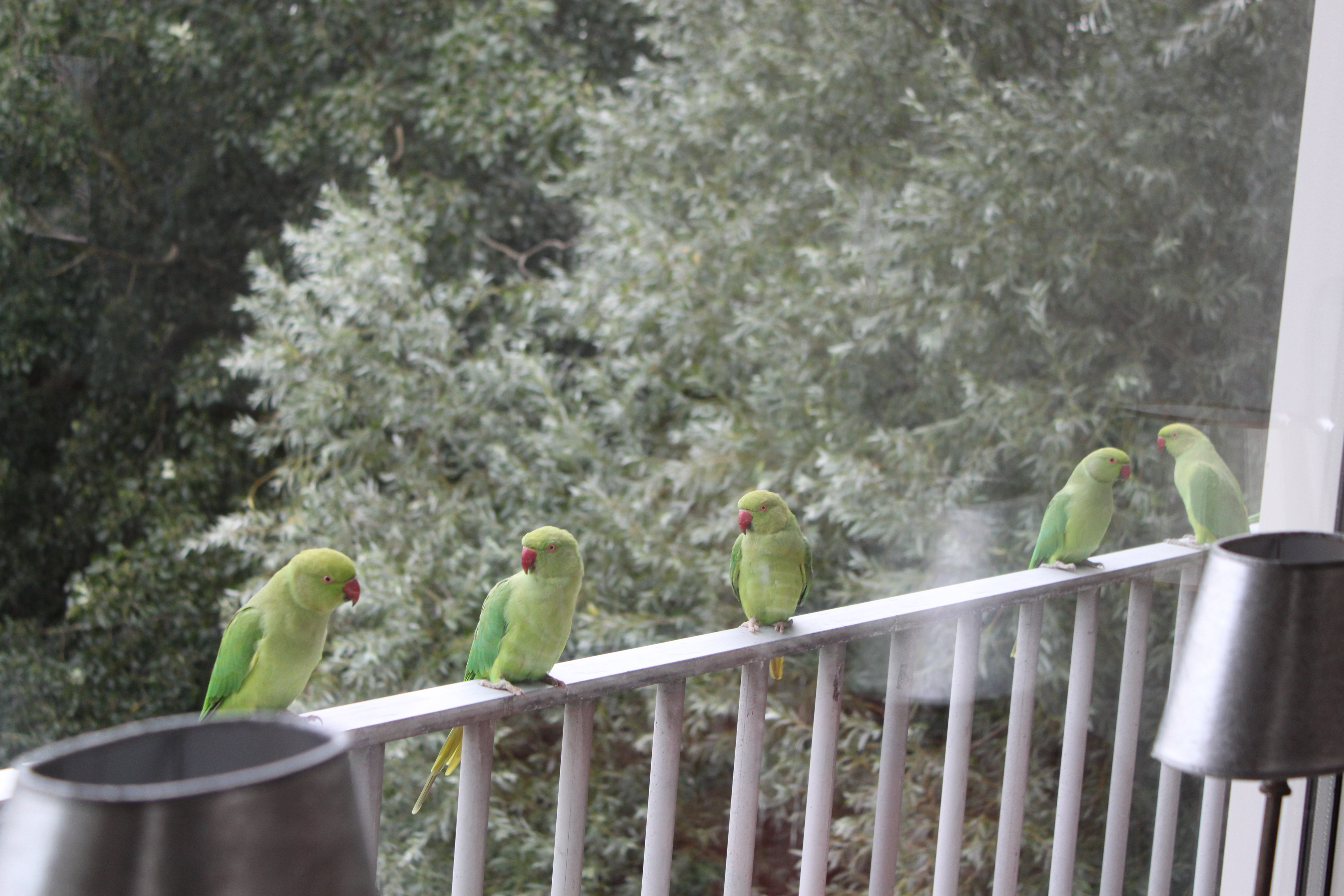
Halsbandparkieten op balkon

Naast deze soorten papegaaien vormen nog meer vogels in Nederland verwilderde populaties na ontsnapping uit gevangenschap. Hieronder vallen Canadese gans (Branta canadensis), Indische gans (Anser indicus), mandarijneend (Aix galericulata) en de nijlgans (Alopochen aegyptiacus).
Lever besprak in 1987 in zijn boek meer dan 100 vogelsoorten die door allerlei oorzaken, maar vaak door ontsnapping uit gevangenschap, buiten hun oorspronkelijke verspreidingsgebied verwilderde populaties hebben gevormd.